# Asahidake
Asahidake (旭岳) är ett 2 291 meter högt berg som är det högsta på Hokkaido i Japan. Berget är en aktiv stratovulkan och ingår i Daisetsuzan-gruppen som tillsammans med Tomuraushi-gruppen utgör Ishikari-bergen. Asahidake ligger i Daisetsuzan nationalpark.

## Utbrott
Det finns inga historiska dokument om utbrott av Asahidake. Genom tefrokronologi och radiometrisk datering med C14-metoden har man kunnat härleda följande utbrott till Asahidake:
- 3200 f.Kr. ± 75 år, kalibrerad C14 datering
- 2800 f.Kr. ± 100 år, kalibrerad C14 datering
- 1450 f.Kr. ± 50 år, kalibrerad C14 datering
- 500 f.Kr. ± 50 år, daterad genom tefrokronologi
- 1739 eller senare, daterad genom tefrokronologi